# Garth Smith
Garth William Smith (nascido em 8 de junho de 1960) é um pianista / compositor / músico realizado em vários estilos de música incluindo rock, country, classic e jazz. Seu esforço atual é criar arranjos de piano espiritualmente edificantes de  Hinos SUD populares. Ele mora em  Oceanside, Califórnia e é membro de A Igreja de Jesus Cristo dos Santos dos Últimos Dias.

## Início da vida e educação
Garth nasceu em Brigham City, Utah, filho de um engenheiro químico executivo sênior que trabalha na Thiokol, G. Ray e JoAnne (Petty) Smith. Depois de uma breve pausa para servir como missionário no Navajo povo do  Arizona do Norte, Garth concluiu um diploma universitário em Tecnologia de Engenharia de Projeto pela Brigham Young University, graduando-se na classe de 1988. Posteriormente, Garth aceitou uma posição na Intergraph Corporation em Huntsville, Alabama. Mais tarde, mudou-se para Carlsbad, Califórnia para aceitar uma posição de design com a Callaway Golf.

## Carreira musical
Garth começou seu treinamento musical clássico no piano aos 5 anos de idade. Como um estudante missionário e universitário, ele entretinha muitos com suas habilidades de piano, incluindo uma performance especial de sonatas para piano (Beethoven) a sonata de Beethoven. 15.000 pessoas no BYU Marriott Center em sua formatura universitária.
Ele foi membro da Sociedade Americana de Compositores, Autores e Editores (ASCAP) e da Nashville Songwriters Association International. Em 1999, ele recebeu o prêmio "Canção do Ano" da Associação de Música Country da Califórnia (CCMA) pela música "Last Call". Ele também atuou como tecladista em bandas de jazz, rock e country.

### Era de Nashville
Enquanto vivia no Alabama, Garth foi apresentado "Writers in the Round" no famoso Bluebird Cafe em Nashville, Tennessee, um clube famoso pela música acústica intimista executada por seus compositores. Logo, Garth foi participante ativo lá, executando suas próprias composições originais.
Garth também participou como pianista de ensaio e performance nos teatros da comunidade local de Huntsville. Ele também se juntou a várias bandas locais em turnê pelo norte do Alabama e sul do Tennessee. Eles também participaram de festivais de música locais, incluindo o Panoply Arts Festival anual de Huntsville].

### Era da Califórnia
Mudando-se para o sul da Califórnia em 1996, Garth continuou tocando em bandas country, bem como desenvolvendo suas habilidades de composição. Suas bandas tocaram em muitos locais populares, como o Viejas Casino e a San Diego County Fair.

## Hinos de Sión
Em 2014, Garth transformou sua música na criação de arranjos artísticos de hinos populares de  SUD Church, produzindo vários álbuns, vídeos musicais e outros trabalhos relacionados. Seu trabalho está disponível através da  Deseret Books.
 

### Album # 1: Hinos Sagrados
Recentemente, Garth voltou sua atenção para a gravação de arranjos originais de SUD Hymns populares, lançando este primeiro álbum em 2014 intitulado  Hinos Sagrados Arranjados e Apresentados no Piano . Isto recebeu grande aclamação e ampla distribuição nacional dentro do gênero musical SUD.

### Album # 2: Lindos Templos
Para o seu segundo álbum completo, How Beautiful Thy Temples, Sacred Hymns, Vol. II (Lindos Templos, Hinos Sagrados, Vol. II) (lançado em 2015), Garth traz seu estilo de assinatura magistral e reverente para suportar hinos e canções sagradas que se concentram na beleza e no significado eterno dos templos..  Este foi o seu lançamento mais bem sucedido ainda, tendo mapeado nacionalmente em 21º lugar na nova lista de músicas do iTunes Gospel.

### Álbum # 3: Eis O Grande Redentor
Em 01-set-2016, Garth lançou seu terceiro álbum e uma coleção de novos arranjos sobre o Salvador, Jesus Cristo, intitulado  Eis o Grande Redentor, Hinos Sagrados, vol. III. ”Um novo acréscimo é o lançamento de sua partitura original, de modo que agora outros pianistas experientes possam executar essa música de gênero nos cultos da igreja e em outros ambientes religiosos.   As seleções incluem Lead, Kindly Light, (Chumbo, gentilmente leve)   Humildade Salvador, "e outra Crawford Gates obra-prima," O amor do nosso Salvador ".

### Album # 4: Um Natal Sagrado
Lançado a tempo para o Natal de 2017,  A Sacred Christmas (Um Natal Sagrado) , este álbum apresenta uma variedade de seus hinos favoritos que comemoram o nascimento do Salvador. Este álbum apresenta vários artistas convidados, Calee Reed, Michael Dowdle, One Voice Children's Choir, Sun Valley Carolers e outros que adicionam uma camada extra de inspiração.

### Firesides Musica
Ele viaja com frequência pelo país, realizando apresentações gratuitas e inspiradoras "music firesides". Sua apresentação de 60 minutos explora os princípios do evangelho encontrados em 8 hinos que incluem, oração, sacramento, perdão e, o mais importante, a expiação de Jesus Cristo.
A apresentação multimídia apresenta uma narrativa centrada em Cristo, piano ao vivo, clipes de vídeo de profetas e apóstolos e obras de arte de outros artistas SUD.

### Vídeos de música gospel
O piano de Garth é um pano de fundo apresentado em muitos vídeos de música gospel produzidos diretamente por ou para a Igreja SUD, incluindo a recente mensagem de serviço da época de Natal da Igreja. O mais popular desses vídeos é o arranjo Heaven's Hallelujah com a vocalista Lauren Sullivan. Muitos deles são acessíveis gratuitamente em seu canal do YouTube.